# Војислав Шола
Војислав Шола (Мостар, 1863 — Београд, 1921) је био српски трговац, национални и политички радник из Херцеговине.

## Живот
Школовао се у Мостару. Већ са својих 19 година (1882. године) затворен је од стране Аустроугарске управе у провинцији Босни и Херцеговини као истакнути национални радник и члан мостарске црквено - школске општине. Године 1896. постао је предсједник те општине и заједно са Глигоријем Јефтановићем повео борбу Срба за црквено-школску аутономију која је завршена 1905. године добијањем неких повластица. Изабран је 1910. године у Босански сабор и био потпредсједник све док, 1913. године, није положио мандат. Млађи српски јавни радници у провинцији БиХ сматрали су га као превише попустљивог према Аустроугарској.
У току Првог свјетског рата био је затваран, а 1918. године постао је члан Народног вијећа за Босну и Херцеговину. Потом је изабран у Привремено народно представништво Краљевине СХС. Активни је радио на организовању Радикалне странке у Босни и Херцеговини, а 1920. године повукао се из политичког живота. Умро је 1921. године у Београду.